# Ravsted Sogn
Ravsted Sogn (deutsch Rapstedt, früher in beiden Sprachen auch Rab- oder Raebstedt geschrieben) ist ein Kirchspiel (dän.: Sogn) in Nordschleswig, Dänemark. Bis 1970 gehörte es zur Harde Slogs Herred in Tønder Amt, danach zur Tinglev Kommune in Sønderjyllands Amt. Seit 2007 gehört es zur neugebildeten  Aabenraa Kommune, Region Syddanmark. Am 1. Januar 2023 lebten in der Gemeinde 940 Einwohner, davon 414 in Ravsted.

## Gemeindegebiet
Nachbargemeinden sind im Norden Bedsted Sogn und Hellevad Sogn, im Osten Hjordkær Sogn und Bjolderup Sogn, im Süden Bylderup Sogn und im Westen Øster Højst Sogn.

## Ravsted Kirke
Die weiß getünchte spätromanische Dorfkirche wurde vermutlich um 1250 errichtet. Der Turm ist aus dem 15. Jahrhundert. Der Staffelgiebel des spätmittelalterlichen Waffenhauses stammt von 1743. Der vorzügliche spätgotischer Flügelaltar von ca. 1475 wurde 1985 restauriert.